# Newtongrange
Newtongrange est un ancien village minier dans le Midlothian, en Écosse.